# Curlew (Iowa)
Curlew – miasto w Stanach Zjednoczonych, w stanie Iowa, w hrabstwie Palo Alto.

## Demografia
Zgodnie ze spisem statystycznym z 2000, miasto liczyło 62 mieszkańców. W 2023 liczba mieszkańców spadła do 39 osób, a gęstość zaludnienia do 20,1 osoby/km².